# 柯克兰 (华盛顿州)
柯克蘭（英語：Kirkland；另譯為科克蘭）是位於美國華盛頓州金郡的城市，坐落於华盛顿湖東岸，為美國西岸大城西雅圖的衛星都市。2010年美國人口普查時人口為48,787人，是金郡第9大城、以及華盛頓州第20大城。在2011年6月1日，柯克蘭透過合併增加了約33,000的居民，這使它的排名躍升至郡內第六大和州內第十二大。
柯克蘭的特色包括外灘的商業區（华盛顿湖東岸中唯一靠水的商業區），有著餐廳、美術館、四百坐的藝術表演中心、大眾公園，包含沙灘和公共藝術，主要是銅雕。
柯克蘭是西雅图海鹰前基地；本隊前32季的總部和訓練所皆位於此市。西雅图海鹰在2008年8月18日搬到了伦顿的維吉尼亞梅森體育中心（Virginia Mason Athletic Center）。大型連鎖量販店好市多的總部曾經設於此市（現在在伊瑟阔），因此其自有品牌以「科克蘭」為名。著名的公司包括Bungie（Halo、馬拉松、神話和奧妮的開發者）將總設在柯克蘭，Google的開發部門也設在此；參見柯克蘭公司列表。

## 姐妹市
- 德國莱茵河畔埃默里希[7][8]

## 資料來源
- "Kirkland: The Little City That Could" Retrieved December 22, 2005.

1. ↑  .   [2011-09-11]. （原始内容存档于2009-12-17）.
2. ↑  . United States Census Bureau.   [2008-01-31].
3. ↑  . United States Geological Survey. 2007-10-25  [2008-01-31].
4. ↑  . United States Census Bureau, Population Division. 2007-06-28  [2008-05-28]. （原始内容 (CSV)存档于2011-06-04）.
5. ↑  . City of Kirkland.   [2009-12-25]. []
6. ↑  Peyton Whitely. . The Seattle Times. 1998-02-25  [2010-08-14].[]
7. ↑  . Sister Cities International. （原始内容存档于2008-10-01）.
8. ↑  Washington State Lieutenant Governor's Office. . （原始内容存档于2012-11-05）.

## 外部連結
- City of Kirkland Government
- 中的“柯克兰 (华盛顿州)”
- Kirkland Arts Center （页面存档备份，存于）